# René Vestri
René Vestri, né le 25 octobre 1938 à Nice et mort le 6 février 2013 à Paris, est un homme politique français.

## Biographie
Maire de Saint-Jean-Cap-Ferrat à partir de 1983 et conseiller général des Alpes-Maritimes (de 1985 à 2011), il est élu sénateur des Alpes-Maritimes, à la tête d'une liste divers droite, en 2008. Il rejoint ensuite le groupe UMP au Sénat.
Il est le président fondateur de « SOS Grand Bleu », association ayant pour but la défense et la protection des espèces (cétacés) vivant en Méditerranée, créée en 1989.
En avril 2010, il est mis en examen pour « blanchiment à titre habituel et en bande organisée, trafic d'influence et association de malfaiteurs » dans le cadre d'une autre affaire de corruption sur la Côte d'Azur. Dans ce dossier, le Sénat autorise la levée de son immunité parlementaire le 21 janvier 2010. En octobre 2011, il est condamné à trois mois de prison en sursis et 3 000 € d'amende pour travail dissimulé et détournement de subventions européennes pour avoir utilisé des subventions destinées à un échange culturel afin de financer des activités municipales sans lien avec l'objet de la subvention.
Très fatigué, il meurt en cours de mandat,.

## Synthèse des mandats
- 13 mars 1983 - 6 février 2013 : maire de Saint-Jean-Cap-Ferrat
- 1985 - 2011 : conseiller général des Alpes-Maritimes pour le canton de Villefranche-sur-Mer
- 2004 - 2008 : vice-président du conseil général des Alpes-Maritimes chargé de la Façade maritime
- 2008 - 31 décembre 2011 : vice-président de la Communauté urbaine Nice Côte d'Azur
- 1er octobre 2008 - 6 février 2013 : sénateur des Alpes-Maritimes